# Steven Pippin
Steven Pippin (nacido en 1960 en Redhill, Surrey ) es un artista de instalaciones, escultor y fotógrafo inglés.  Principalmente, trabaja con objetos cotidianos o improvisados como bañeras, lavadoras, neveras o cartones para realizar fotografías y esculturas cinéticas que a menudo se basan en modelos físicos y son metáforas de mecanismos sociales.

## Temprana edad y educación
El trabajo de Pippin muestra un gran interés en la mecánica nacido, según él, de sus recuerdos de primera infancia cuando observaba a su padre rodeado de cables y tubos mientras reparaba el televisor.
Cuenta con un certificado nacional ordinario en Ingeniería Mecánica en el Charles Keen College, Leicester. Además de eso también se formó en Fundación de Arte y Diseño en Loughborough College, Leicestershire ; Bellas Artes en el Politécnico de Brighton y Escultura de Bellas Artes en la Escuela de Arte de Chelsea, Londres
Durante su época estudiantil fue seleccionado para la beca DAAD (Servicio Alemán de Intercambio Académico)

Desde el comienzo de su carrera, su trabajo se centró en la creación de fotografías atmosféricas convirtiendo objetos cotidianos en cámaras estenopeicas provisionales, más adelante su fotografía se acerca más a la ciencia tras hacer las paces con este tipo de disciplinas. 
Lo odiaba porque mi padre y mi abuelo eran ingenieros... He vuelto a la tecnología ahora, pero durante mucho tiempo no la toqué; La bloqueé. ¡Intenté hacer engranajes con cartón cuando ya tenía los conocimientos necesarios para mecanizar las piezas!  

## Carrera artística
Los primeros trabajos de Pippin se basaron en convertir muebles y objetos cotidianos en cámaras estenopeicas que luego utilizaba para tomar fotografías comprensivas. Siguiendo la ideología de trabajo del fotógrafo  Allan Sekula  que referencia un tipo de fotografía que no solo se utiliza como recurso estético, sino como herramienta para mostrar las injusticias sociales, la vulnerabilidad y el sufrimiento corporal.
Su trabajo implica a menudo una importante cantidad de planificación para superar los problemas prácticos que plantea el objeto elegido. Para poder realizar cada una de las fotografías, Pippin debe idear, construir y posicionar una cantidad significativa de equipo de apoyo esencial para poder llevar a cabo sus proyectos.
Normalmente, como consecuencia del uso de objetos cotidianos, las imágenes resultantes están distorsionadas o comprometidas de algún u otro modo, pero las imperfecciones se consideran una característica importante de la imagen, que proporciona un vínculo con el objeto que se utilizó como cámara.
En el proyecto final siempre se muestran las fotografías resultantes junto a una imagen del objeto convertido y, para trabajos posteriores, gran parte del equipo real utilizado en la transformación junto con la documentación de respaldo.

### Obras

#### Point Blank(2010)
Dentro de la exposición llamada A Non Event (Horizon) que se realizó del 16 de junio de 2011 al 02 de octubre de 2011 en el CEAAC (Centre européen d'actions artistiques contemporaines) se encuentra una de las obras más conocidas de Steven Pippin: Point Blank, que en castellano se traduciría "a quemarropa" 
A lo largo de esta serie, el artista expone cámaras analógicas de tamaño pequeño y mediano perforadas por balas junto con algunas de las fotos que hicieron mientras el proyectil se dirigía hacia ellas, haciendo que sus últimas fotos capturasen el motivo de su destrucción. Este proyecto contiene 20 imágenes hasta la fecha. Comenzó en Wisconsin, EEUU y fue continuado en Londres más tarde. 
Es justamente el hecho de obtener cámaras perforadas y la simbología que las acompaña lo que hace de esta serie una obra tan interesante. Como resultado se obtienen fotografías con imágenes distorsionadas y fracturadas con ramificaciones orgánicas que recuerdan al proceso químico que acompaña a las fotografías analógicas. En algunas de las imágenes obtenidas podemos llegar a ver la bala desenfocada debido a su velocidad.

#### Analogital(2008)
Durante los años ochenta se dio en el mundo de la fotografía una transición que trajo consigo mucha polémica, dividiendo a los fotógrafos entre aquellos que abandonaron el analógico para pasarse al formato digital y los que decidieron quedarse con la técnica tradicional. 
En esta obra, Steven Pippin busca reflejar ese cambio mediante un método que consiste en realizar de manera simultánea la misma fotografía con una cámara digital y una analógica. La imagen resultante del disparo sincronizado se expone dividida en dos, ya sea por fronteras naturales (propias del paisaje o elemento fotografiado) o artificiales, separando los dos formatos. 
El lado analógico se realiza mediante una impresión C, impresa a mano; y el lado digital se trata de una impresión de inyección de tinta. 

#### Non(2007)
Esta obra se trata de una de las más filosóficas, en ella podemos ver una cámara de marca CANON de la cual el artista ha decidido borrar las dos primeras iniciales, hecho que se referencia en el propio título del proyecto. El objetivo de esta cámara está rodeado por un sistema de tubos y espejos que giran sobre la propia cámara para enfocarse a sí misma.  Esta obra carece de funcionalidad y se basa en la autorreflexión y la absurdidad. 

#### Ω = 1(2003 - 2014)
Nuestro universo se encuentra teóricamente, según las teorías astrofísicas, en un estado constante de equilibrio entre el colapso mediante implosión y la explosión total. Normalmente, los físicos utilizan como metáfora para mostrar ese estado tan delicado de balance de fuerzas un lápiz manteniendo el equilibrio apoyado únicamente en su punta. Durante 10 años aproximadamente Steven Pippin se dedicó a ingeniar una escultura que pudiese representar esta metáfora. 
La escultura se basa principalmente en dos luces que proyectan las sombras del lápiz 2B en una placa de metal donde se sostiene, estas sombras son monitoreadas por sensores que al detectar el mínimo cambio modifican la posición de la placa donde reposa el lápiz con un margen de 20 milisegundos y de manera casi imperceptible para evitar que pierda el balance. Así pues, el lápiz se mantiene erguido sin ayuda de nada más que su punta.
Esta obra parece parar el tiempo a la vez que mantiene al espectador en un estado constante de expectación y nos enseña la fragilidad del equilibrio.

#### Laundromat-Locomotion(1997)
Las primeras imágenes de esta serie se realizaron en Londres en 1991. Más tarde, en 1997, Pippin amplió su idea y la desplazó a una lavandería de Nueva Jersey, allí colocó papeles negativos en cada uno de los fondos de 12 lavadoras que unidas a cuerdas de algodón se activaban a su paso para capturarle a él caminando. Como podemos intuir del nombre, esta obra es un tributo a Animal Locomotion (1887) de Eadweard Muybridge, en esta obra Muybridge intentaba confirmar o desmentir la siguiente hipótesis: Hay un momento en el trote de un caballo donde ninguna de sus patas se encuentran en contacto con el suelo.  Para comprobar esta apuesta, Muybridge hizo correr a un caballo delante de 12 cámaras que se activaban mediante cuerdas a su paso, capturando instantáneas del movimiento. 
Gracias a esto no solo consiguió demostrar que efectivamente la hipótesis era cierta, sino que además asentó las bases del cine, la fotografía en movimiento y por si fuera poco, ayudo al mundo en general a comprender mejor el movimiento del caballo. Más tarde haría más proyectos del estilo con bailes y movimientos cotidianos del ser humano. 

El tributo que hizo Pippin quedó incluso más cercano a las imágenes originales obtenidas por Muybridge debido a que las lavadoras estaban girando a 500 rpm
(Le daba a las imágenes) cierto grado de autenticidad, haciéndolas parecer un Muybridge original de hace cien años. Los rayones en la superficie del negativo se convierten en un sustituto del tiempo, un proceso de envejecimiento artificial que confiere a las imágenes un aire accidental de autenticidad.

### Exposiciones

#### En solitario[4]
| AÑO  | Nombre                              | Museo / Galería                                            | Ciudad        |
| ---- | ----------------------------------- | ---------------------------------------------------------- | ------------- |
| 2017 | Aberration optique                  | Centro Pompidou                                            | París         |
| 2013 | Ω=1                                 | Dilston Grove                                              | Londres       |
| 2013 | Vernal Equinox                      | Helga Maria Klosterfelde                                   | Berlín        |
| 2012 | Regress/Progress                    | CSW Centrum Sztuki Wspolczesnej                            | Polonia       |
| 2011 | End of Photography                  | Gallery SIDE 2                                             | Tokio         |
| 2011 | A Non Event/Horizon                 | CEAAC Centre Europeen d’Actions Artistiques Contemporaines | Estrasburgo   |
| 2008 | ANALOGITAL                          | Helga Maria Klosterfelde                                   | Berlín        |
| 2007 | Steven Pippin                       | Domaine de Kerguéhennec Centre d’art contemporain          | Bignan        |
| 2006 | Cosmological Convolution, Omega = 1 | Galleria Arte e Ricambi                                    | Verona        |
| 2005 | UFO                                 | Klosterfelde                                               | Berlín        |
| 2005 | GeoFlatscreen Prototype             | Gavin Brown’s enterprise                                   | Nueva York    |
| 2001 | Journey to the edge of the artworld | Gavin Brown’s enterprise                                   | Nueva York    |
| 2001 | Toilet paper Stealing Machine       | H.M. Klosterfelde                                          | Berlín        |
| 1999 | New Constellation & Geocentric      | Royal Observatory                                          | Greenwich     |
| 1999 | fax 69                              | Gallery Side 2                                             | Tokio         |
| 1999 | Laundromat – Locomotion             | Regen Projects                                             | Los Ángeles   |
| 1999 | Global Warming                      | Asprey Jacques                                             | Londres       |
| 1999 | fax 69                              | Klosterfelde                                               | Berlín        |
| 1999 | Laundromat – Locomotion             | MoMA P.S. 1                                                | Nueva York    |
| 1999 | Laundromat – Locomotion             | ICA                                                        | Filadelfia    |
| 1998 | Geocentric t.v.                     | Carl Zeiss Planetarium                                     | Jena          |
| 1998 | Global Warming                      | DAAD Galerie                                               | Berlín        |
| 1998 | Laundromat – Locomotion             | SFMoMA                                                     | San Francisco |
| 1998 | Lavatory – Locomotion               | Helga Maria Klosterfelde                                   | Hamburgo      |

#### En conjunto con otros artistas[4]
| AÑO  | Nombre                                                    | Museo / Galería                             | Ciudad             |
| ---- | --------------------------------------------------------- | ------------------------------------------- | ------------------ |
| 2012 | Derrière le Rideau-L’esthètique Photomation               | Photo Elysee                                | Lausana            |
| 2011 | This is my reference/questo è il mio riferimento          | ArteFiera                                   | Bolonia            |
| 2009 | Blickmaschinen oder wie Bilder entstehen                  | Kunsthalle                                  | Budapest           |
| 2009 | Sci-Art                                                   | Galleria Enrico Astuni                      | Bolonia            |
| 2009 | How To Work Better                                        | Intershop Tower                             | Jena               |
| 2008 | Art Machines / Machine Art                                | Schirn Kunsthalle                           | Fráncfort del Meno |
| 2007 | What You See Is What You Gues                             | Frac Champagne-Ardenne                      | Reims              |
| 2004 | Untitled (Vision Existence Resistance)                    | Franco Soffiantino arte contemporanea       | Turín              |
| 2003 | RÎcentes acquisitions pour la collection du Frac Bretagne | Domaine de KerguÎhennec                     | Bignan             |
| 2003 | Helga Maria Klosterfelde Editionen (1990 – 2003),         | Klosterfelde                                | Berlín             |
| 2002 | Self Evident                                              | Tate Gallery                                | Londres            |
| 2002 | Tempo                                                     | Museum of Modern Art                        | Nueva York         |
| 2001 | The Fantastic Recurrence of Certain Situations            | Sala de Exposiciones del Canal de Isabel II | Madrid             |
| 2000 | HausSchau                                                 | Haus der Kunst                              | Múnich             |
| 2000 | Useless Science                                           | Museum of Modern Art                        | Nueva York         |
| 2000 | Projects                                                  | Gallery Side 2                              | Tokio              |
| 1999 | The 1999 Turner Prize Exhibition                          | Tate Britain                                | Londres            |
| 1999 | Nur Wasser läßt sich leichter schneiden                   | Hedrichsmühle                               | Hamburgo           |
| 1999 | Spiral TV                                                 | Spiral/Wacoal Art Center                    | Tokio              |
| 1999 | Silly Victorians                                          | The Minories                                | Colchester         |